# NHKインターナショナル
一般財団法人NHKインターナショナルは、東京都渋谷区に本拠を置く日本の一般財団法人で、NHKの関連団体の一つである。

## 概要
同団体は日本放送協会の関連公益法人として1980年7月1日設立された。
同団体の大きな運営の目的としては、NHKが制作する番組を全世界各地の放送機関や、NHKワールド JAPAN（国際放送）用に外国語版を製作するとともに、国際共同制作番組や、世界各国の放送機関の日本取材の番組・ニュースの制作支援、世界的な国際会議・スポーツ大会の国際放送センター（IBC）の運営・管理、世界の発展途上国へNHKの職員を派遣し、放送支援などを推進している。また教育番組・教養番組の世界的なコンクールである「日本賞」の主催も行っている。
なおNHK関連法人・団体の再編の一環として、2023年4月1日をもって、NHK財団に統合・合併されることになった。
- 財団本部所在地：東京都渋谷区神山町9-6
- 基本金：1億円（うち、NHK出捐額　6000万円）
- 年間事業規模：9億円（2020年度）
- 役員：8人（常勤理事2人、非常勤理事5人、非常勤幹事1人）
- 従業員：42人